# Hawk Conservancy Trust
Koordinaten: 51° 12′ 28,3″ N, 1° 33′ 41,4″ W

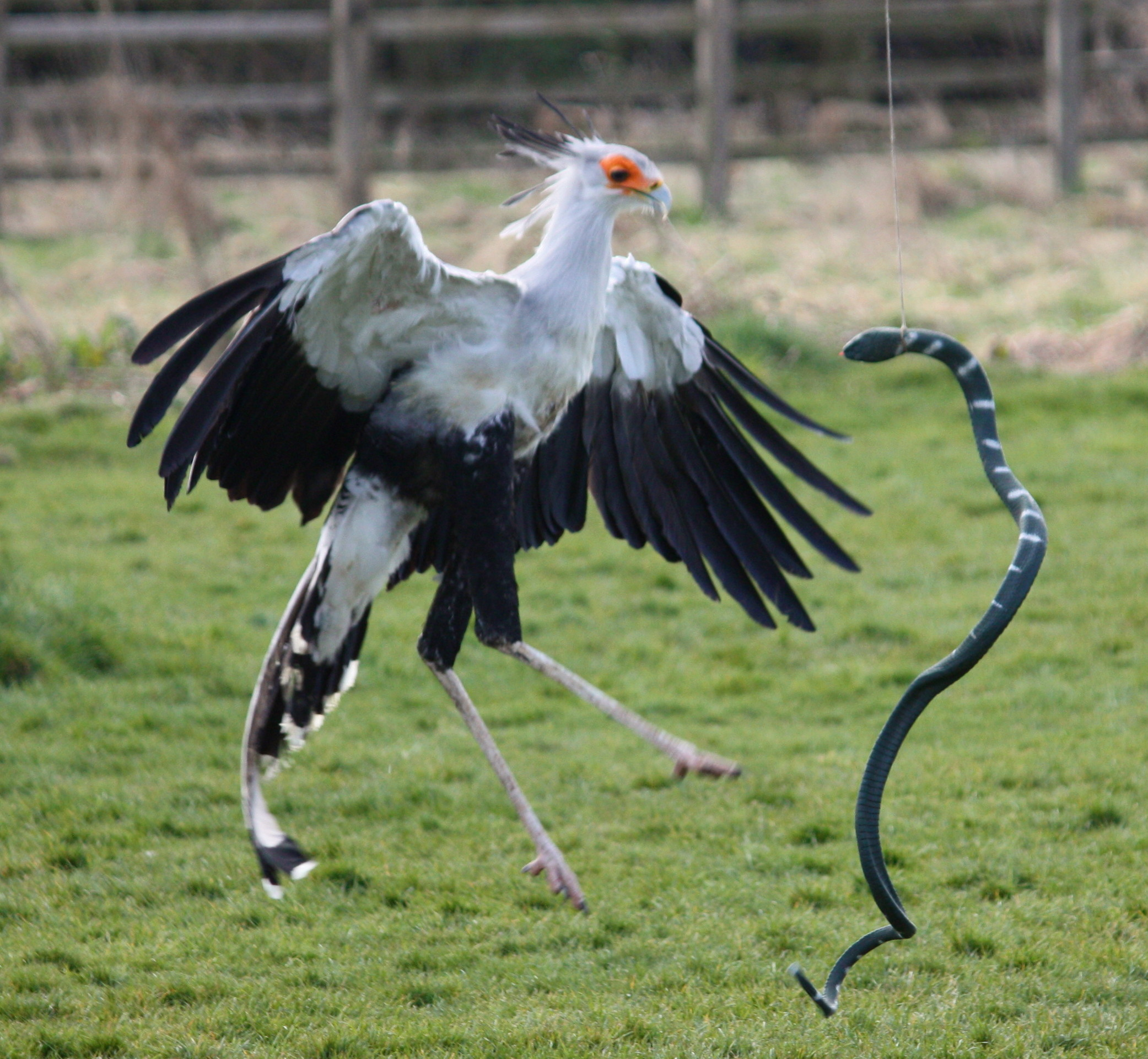
Sekretär mit Schlangenattrappe

Hawk Conservancy Trust ist ein Vogelpark, der sich nahe der Ortschaft Weyhill, östlich von Andover in der Grafschaft Hampshire in England befindet. Southampton liegt in einer Entfernung von rund 30 Kilometern im Süden. Der Park arbeitet eng mit der European Association of Zoos and Aquaria (EAZA) und der British and Irish Association of Zoos and Aquariums (BIAZA) zusammen.

## Geschichte
Der Landwirt Reg Smith erwarb 1952 eine Farm, auf der er Kühe, Schweine und Truthähne züchtete, die er auf dem Markt in Andover verkaufte. Zusammen mit seiner Frau Hilary nahm er regelmäßig außerdem junge und verwaiste Tiere auf, mit denen sie in verschiedenen Fernsehprogrammen auftraten. In den frühen 1960er Jahren wurde dadurch das Interesse der Zuseher geweckt und Hunderte von Besuchern kamen auf die Farm, um die Tiere zu besichtigen. Reg und Hilary Smith beschlossen daraufhin, einen Zoo zu gründen, der 1966 als Weyhill Zoo eröffnet wurde und der sich auf europäische Wildtierarten wie Wölfe, Bären und Greifvögel spezialisierte. Obwohl sich das Interesse der Öffentlichkeit in den späten 1970er Jahren zunehmend größeren und exotischeren zuwandte, waren Ashleys Vögel sehr gefragt, um an Film- und Fernsehproduktionen mitzuwirken, beispielsweise in David Attenboroughs Naturfilmreihe The Life of Birds. Mit Hilfe von Spenden wurde mit dem Prey Hospital ein modernes, speziell für Raubvogelbehandlungen vorgesehenes Tierkrankenhaus eröffnet.
Im Jahr 2002 wurde der Hawk Conservancy Trust gegründet und der Vogelpark firmiert seitdem unter diesem Namen. Es werden fast ausschließlich Greifvögel gehalten. Durch die Zusammenarbeit mit vielen Organisationen und Naturschutzgruppen auf der ganzen Welt werden Naturschutz-, Bildungs-, Rehabilitations- und Forschungsprogramme durchgeführt.

## Greifvogelbestand
Im Hawk Conservancy Trust werden auf einem ca. 8,9 Hektar großen Gelände verschiedene Greifvogelarten gehalten, dazu zählen Adler, Geier und Eulen. Insgesamt sind rund 130 Vögel im Park untergebracht.

## Greifvogelschauen und Forschungen
Im Vogelpark werden mehrmals täglich Flugshows für die Besucher angeboten, die unterschiedliche Techniken aus der Falknerei mit verschiedenen Greifvögeln zeigen. Wissenschaftler führen außerdem Experimente zum Jagdverhalten bestimmter Vogelarten durch. Beispielsweise wurde ein Sekretär von Forschern zu seiner Jagdtechnik auf Schlangen untersucht. Sie zeichneten seine extrem schnelle Trittfrequenz auf, die er beim Angriff auf eine Schlangenattrappe ausführte. Die Ergebnisse dieser Tierbewegungen können dazu beitragen, um bewegliche Robotergliedmaßen oder Prothesen zu entwerfen oder zu verbessern.

## Arterhaltungs- und Schutzprogramme
Der Hawk Conservancy Trust beteiligt sich aktiv an verschiedenen Arterhaltungs- und Zuchtprogrammen zum Erhalt gefährdeter Arten. Dies betrifft sowohl nationale als auch internationale Programme.

### Nationale Projekte
Die in England vorkommenden Arten Schleiereule, Waldkauz, Steinkauz und  Turmfalke, die in Hohlräumen wie Baumhöhlen oder alten Gebäuden nisten, haben zunehmend Schwierigkeiten, passende Nistmöglichkeiten zu finden. Dieses Projekt zielt darauf ab, geeignete Lebensräume und Territorien der Vögel zu erfassen, ihr Nahrungsverhalten zu studieren und sie mit künstlichen Nisthilfen zu unterstützen.
Rotmilane starben in England und Schottland im 19. Jahrhundert aus, nur einige Individuen überlebten in Wales. In den späten 1980er und frühen 1990er Jahren begann ein Wiederansiedelungsprogramm. Zwischen 2003 und 2005 entließ der Hawk Conservancy Trust 12 nachgezüchtete Rotmilane in die Wildnis. Die Bewegungen und das Verhalten der Vögel konnte anhand von Beringungen sowie der Signale von aufgepflanzten Sendern verfolgt werden.
Ein weiteres Projekt betrifft die Zählung der in ganz Großbritannien aufgrund der Abnahme des Beuteangebots und der Auswirkungen des Einsatzes von Pestiziden in der Landwirtschaft im Rückgang begriffenen Mäusebussard-Populationen.

### Internationale Projekte
Das International Vulture Program (IVP) konzentriert sich auf die Forschung und Erhaltung von Geierarten, in erster Linie im südlichen Afrika sowie in Südasien. Vergiftungen sind die größte Bedrohung für Geierpopulationen, die in Afrika oftmals durch die Vergiftung von Elefanten und den illegalen Elfenbeinhandel ausgelöst werden. In Asien wurden verletzte Hausrinder mit dem entzündungshemmenden Medikament Diclofenac behandelt. Geier, die von deren Kadavern fraßen, verendeten, wenn sie das für sie tödliche Produkt aufnahmen. Der Hawk Conservancy Trust konzentriert sich auf die Forschung und Erhaltung der folgenden acht Geierarten, von denen einige vom Aussterben bedroht (critically endangered) sind: Weißrückengeier, Kappengeier, Weißkopfgeier, Ohrengeier, Bengalgeier, Indiengeier, Kahlkopfgeier und Schmutzgeier.

## Galerie
Die nachfolgende Bildauswahl zeigt einige Vögel aus dem Bestand des Hawk Conservancy Trust:

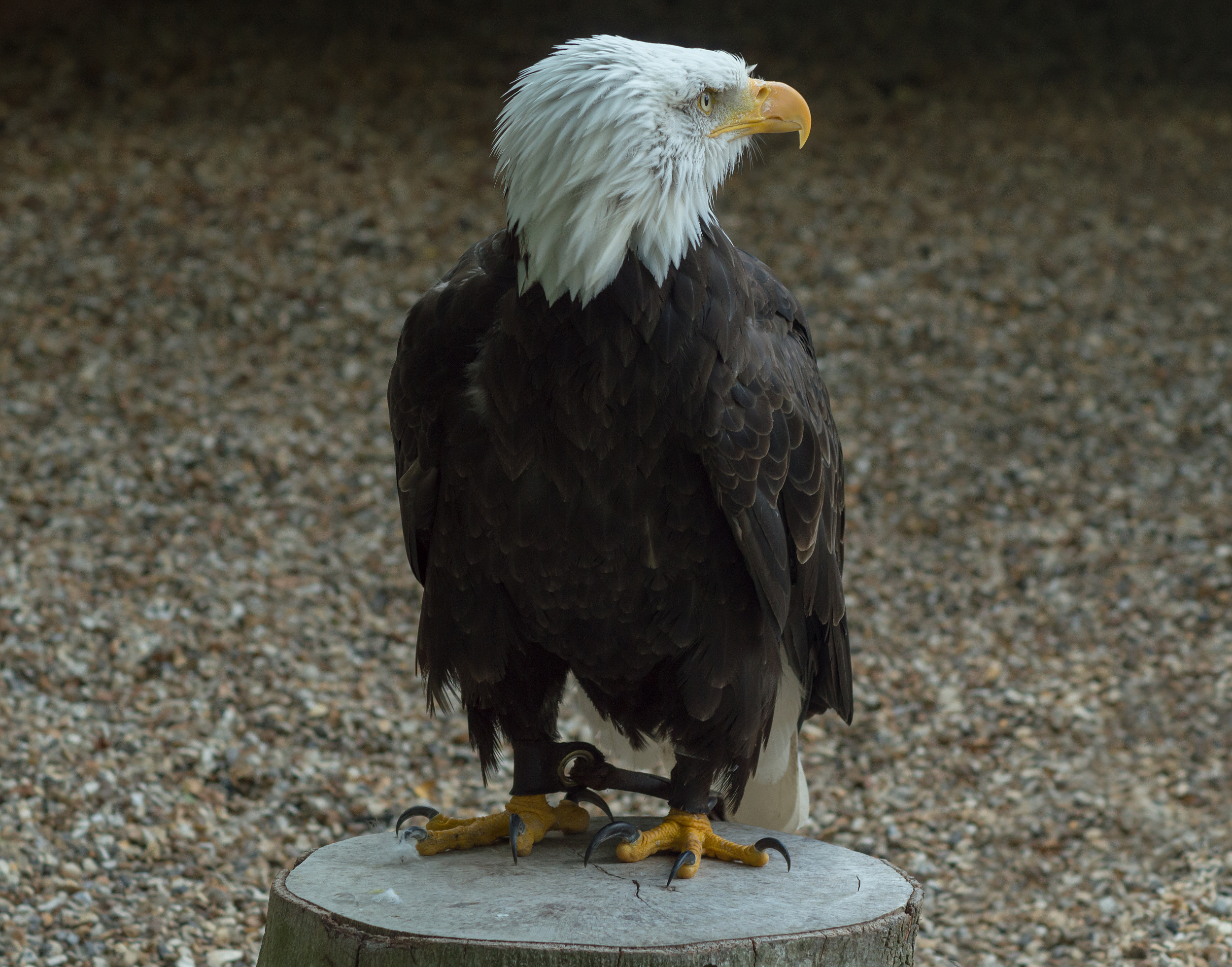
Weißkopfseeadler
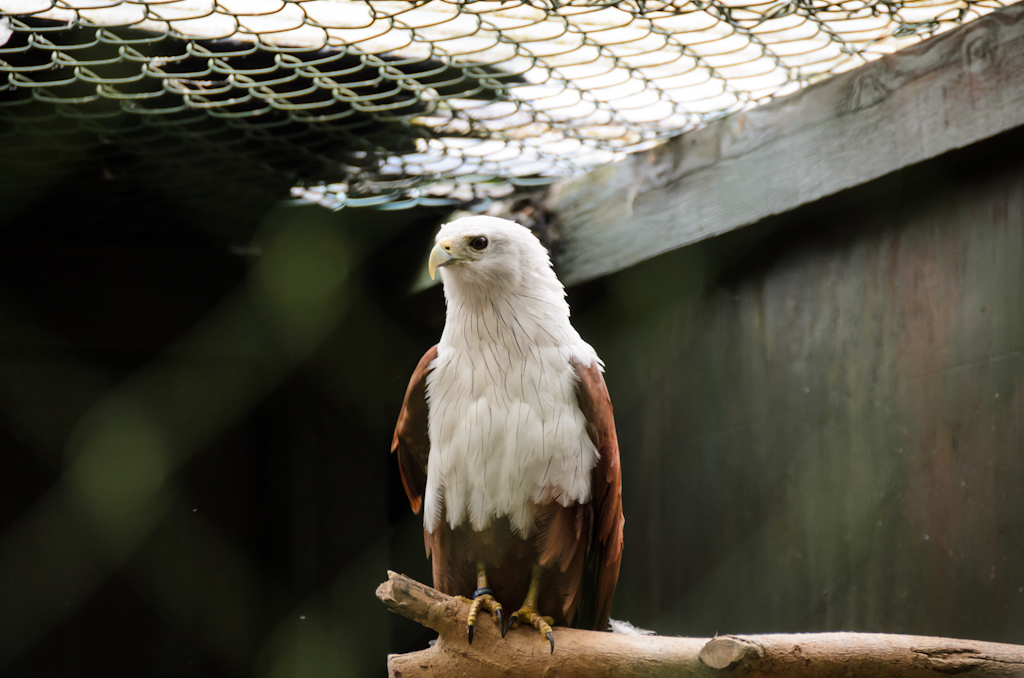
Brahmanenmilan
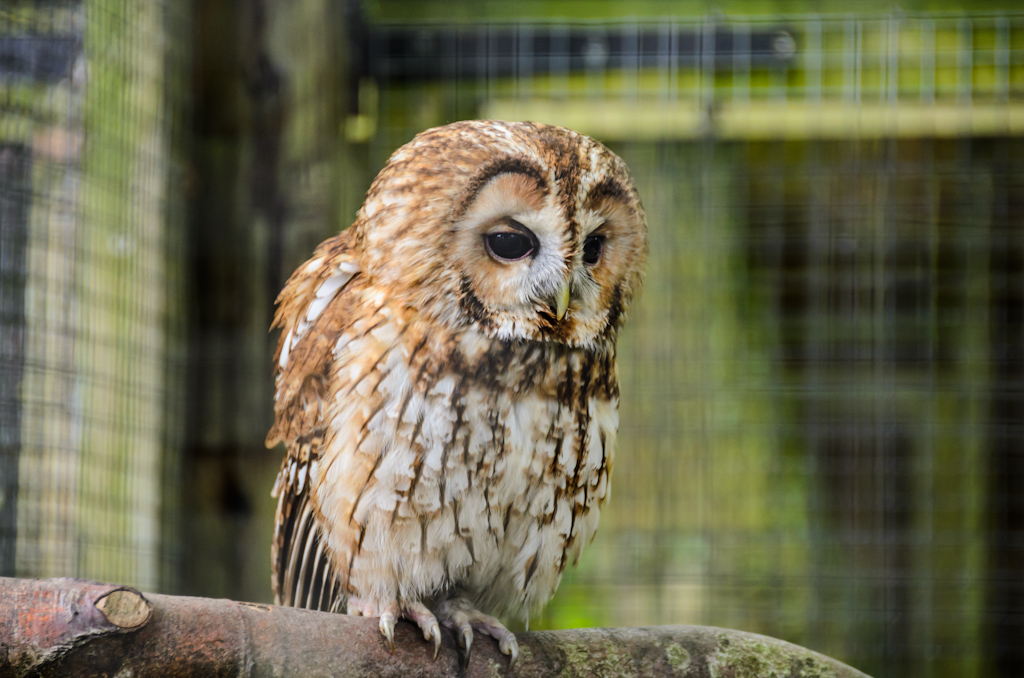
Waldkauz
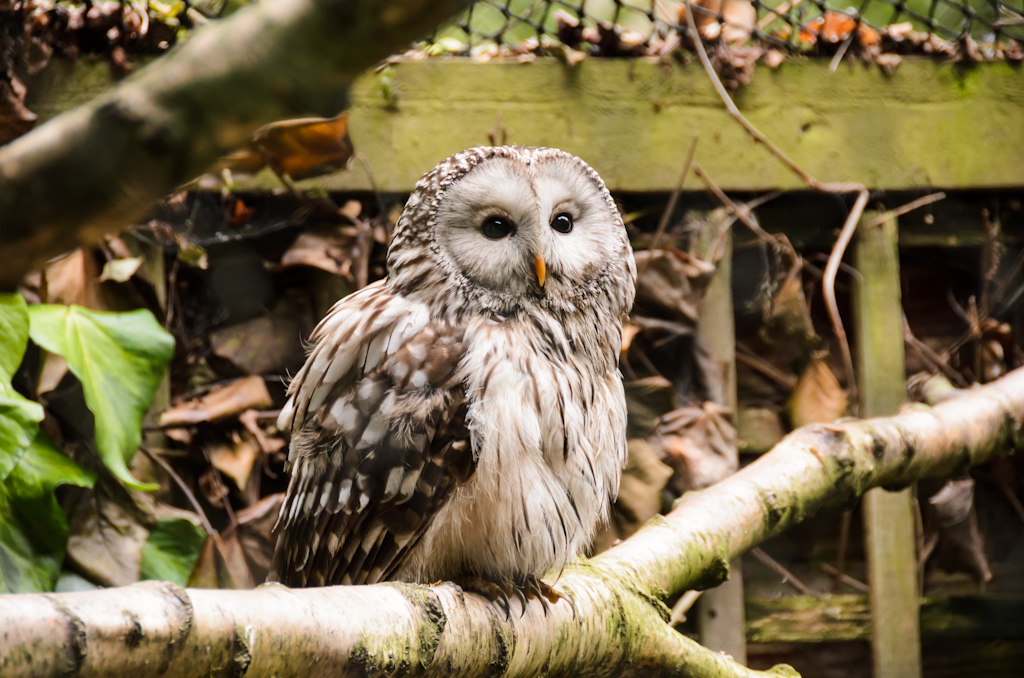
Habichtskauz
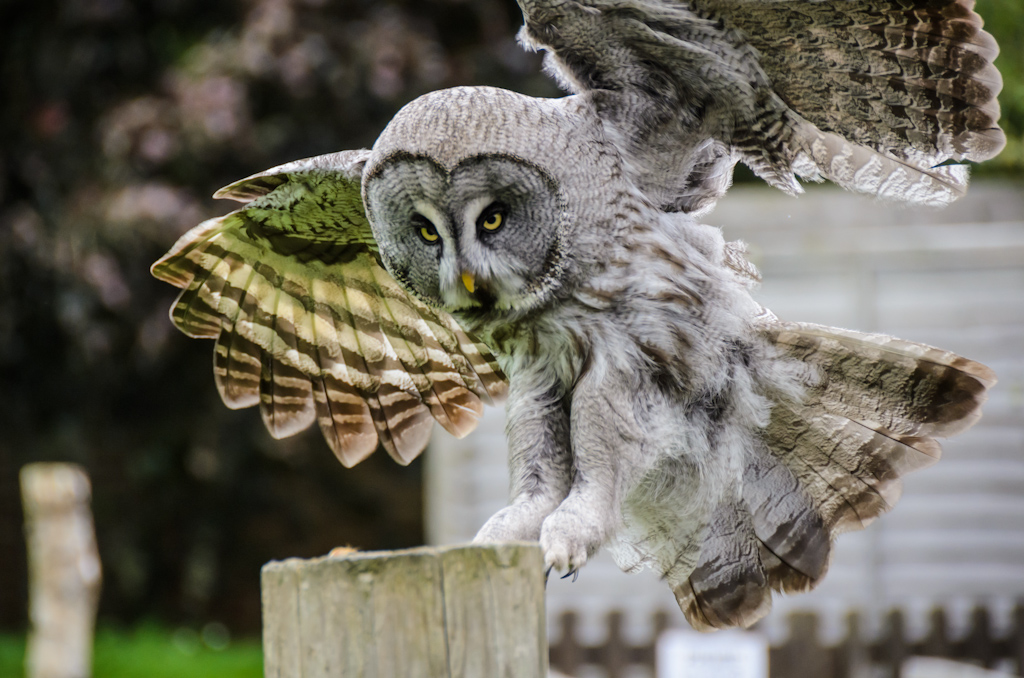
Bartkauz